# Samara Almeida
Samara Rodrigues de Almeida est une joueuse brésilienne de volley-ball née le 16 juillet 1992 à São Paulo. Elle mesure 1,84 m et joue au poste de réceptionneuse-attaquante. Elle totalise 24 sélections en équipe du Brésil.

## Clubs
| Club                      | De        | À         |
| ------------------------- | --------- | --------- |
| Grêmio Recreativo Barueri | 2002-2003 | 2006-2007 |
| Grêmio de Vôlei Osasco    | 2007-2008 | 2008-2009 |
| Macaé Sports              | 2009-2010 | 2009-2010 |
| Grêmio de Vôlei Osasco    | 2010-2011 | 2012-2013 |
| EC Pinheiros              | 2013-2014 | 2013-2014 |
| Osasco Voleibol Clube     | 2014-2015 | 2014-2015 |
| Minas Tênis Clube         | 2015-2016 | 2015-2016 |
| CS Volei Alba-Blaj        | 2016-2017 | 2016-2017 |
| VBC Voléro Zurich         | 2017-2018 | 2017-2018 |
| Racing Club de Cannes     | 2018-2019 | 2018-2019 |
| Volley Bergamo            | 2019-2020 | …         |

## Palmarès

### Équipe nationale
- Championnat d'Amérique du Sud  des moins de 18 ans
  - Vainqueur : 2008.
- Championnat du monde des moins de 18 ans
  - Vainqueur : 2009.
- Championnat d'Amérique du Sud  des moins de 20 ans
  - Vainqueur : 2010.
- Coupe panaméricaine
  - Finaliste : 2012.

### Clubs
- Championnat du monde des clubs
  - Vainqueur : 2012.
- Championnat sud-américain des clubs
  - Vainqueur : 2010, 2011, 2012.
  - Finaliste : 2015.
- Championnat du Brésil
  - Vainqueur : 2012.
  - Finaliste : 2011, 2013, 2015.
- Coupe du Brésil
  - Finaliste : 2007.
- Championnat de Roumanie
  - Vainqueur : 2017.
- Coupe de Roumanie
  - Vainqueur : 2017.
- Supercoupe de Roumanie
  - Finaliste: 2016.
- Championnat de Suisse
  - Vainqueur : 2018.
- Coupe de Suisse
  - Vainqueur : 2018.
- Supercoupe de Suisse
  - Vainqueur : 2017.

### Distinctions individuelles
- Championnat d'Amérique du Sud féminin de volley-ball des moins de 18 ans 2008:Meilleure défenseur.
- Championnat du monde de volley-ball féminin des moins de 18 ans 2009: MVP.
- Championnat d'Amérique du Sud féminin de volley-ball des moins de 20 ans 2010:Meilleure réceptionneuse.